# Сендоу, № 2 (филм, 1894)
"Сендоу, № 2" (на английски: Sandow No. 2) е американски късометражен документален ням филм от 1894 година на режисьора Уилям Кенеди Диксън с участието на културиста Юджин Сендоу, заснето от компанията Едисън Манюфакчъринг Къмпъни, собственост на Томас Едисън като част от поредица, заедно с други два филма (Сендоу, № 1 и Сендоу, № 3).

## В ролите
- Юджин Сендоу[2]